# Regierung Lubomír Štrougal III
Die tschechoslowakische Regierung Lubomír Štrougal III, geführt durch den Ministerpräsidenten Lubomír Štrougal, befand sich im Amt vom 11. November 1976 bis 17. Juni 1981. Sie folgte der Regierung Lubomír Štrougal II und wurde ersetzt durch die Regierung Lubomír Štrougal IV.

## Regierungsbildung, Programm
In der Regierungserklärung würdigte der Ministerpräsident die Erfolge der Normalisierung, welche die Krise von 1968 (so die damalige Parteidiktion für Prager Frühling) überwunden haben, und versprach weitere Entwicklung in dieser Richtung, insbesondere viele Anstrengungen im ökonomischen Bereich; die Gesamtsituation während der Amtsperiode zeigte jedoch, dass die reale Lage durch ein Wiedererstarken der oppositionellen Bewegung gekennzeichnet war, was dann am 1. Januar 1977 in der Gründung der Charta 77 gipfelte und die weitere innenpolitische Lage der nächsten Jahre prägte.

## Regierungszusammensetzung
Die Minister befanden sich die gesamte reguläre Amtsperiode (vom 11. November 1976 bis 17. Juni 1981) im Amt, wenn nicht anders angegeben.
- Ministerpräsident: Lubomír Štrougal
- stellvertretender Ministerpräsident:
  - Josef Korčák
  - Peter Colotka
  - Karol Laco
  - Matej Lúčan
  - Rudolf Rohlíček
  - Josef Šimon
  - Jindřich Zahradník
  - Václav Hůla (zugleich mit der Leitung der Staatlichen Planungskommission beauftragt)
- Außenminister: Bohuslav Chňoupek
- Verteidigungsminister: Martin Dzúr
- Innenminister: Jaromír Obzina
- Finanzminister: Leopold Lér
- Minister für Arbeit und Soziales: Michal Štanceľ
- Außenhandelsminister: Andrej Barčák
- Verkehrsminister: Vladimír Blažek
- Minister für Brennstoffe und Energetik: Vlastimil Ehrenberger
- Minister für allgemeinen Maschinenbau: Pavol Bahyl
- Minister für Metallurgie und schweren Maschinenbau:
  - Zdeněk Půček (bis 13. Dezember 1979)
  - Ladislav Gerle (ab 13. Dezember 1979)
- Minister für elektrotechnische Industrie: Milan Kubát (ab 13. Dezember 1979)
- Minister für technische und Investitionsentwicklung: Ladislav Šupka
- Landwirtschaftsminister: Josef Nágr
- Minister für Post und Telekommunikationen: Vlastimil Chalupa
- Minister, beauftragt mit der Leitung des Föderalen Preisamtes: Michal Sabolčík
- stellvertretender Vorsitzender der Staatlichen Planungskommission (im Ministerrang): Vladimír Janza
- Vorsitzender des Ausschusses für Volkskontrolle (im Ministerrang): František Ondřich

### Parteizugehörigkeit
Die Regierung wurde gebildet aus der Einheitsliste der Nationalen Front, die aus der dominierenden Kommunistischen Partei der Tschechoslowakei sowie aus Blockparteien bestand.

### Regierungen der Teilrepubliken
Parallel zur Regierung der Tschechoslowakischen Sozialistischen Republik hatten die beiden Teilrepubliken (Tschechische Sozialistische Republik und Slowakische Sozialistische Republik, beide erst ab 1969) ebenfalls eine eigene Regierung:
- Tschechische Sozialistische Republik: Regierung Josef Korčák II (9.12.1971 – 4.11.1976), Regierung Josef Korčák III (4.11.1976 – 18.6.1981)
- Slowakische Sozialistische Republik: Regierung Peter Colotka I (8.12.1971 – 4.11.1976), Regierung Peter Colotka II (4.11.1976 – 18.6.1981)